# Breutelia brittoniae
Breutelia brittoniae là một loài rêu trong họ Bartramiaceae. Loài này được Renauld & Cardot mô tả khoa học đầu tiên năm 1893.